# Lovers rock
Lovers rock är en genre inom reggae, influerad av soul och med romantiska och "lagom" sexiga texter. Genren fanns med redan i reggaens barndom med jamaicanska och US-amerikanska artister som Ken Boothe, Johnny Nash, och John Holt.  
Genren utvecklades av reggaeproducenter och artister i södra London och slog igenom i slutet av 1970-talet, i kombination med det snabbare och rockigare reggaesoundet "rockers". Texterna var opolitiska och icke-religiösa och därmed en motsats till den dominerande roots reggaen. Flera artister på Jamaica – bland vilka till exempel Gregory Isaacs och John Holt redan hade gjort sig ett namn när det gäller romantiska sånger, och Dennis Brown, Jacob Miller och Bunny Wailer nästan enbart varit inriktade på samhällskritik och rastafari – hakade på lovers-vågen med flera album. Lovers rock är en genre som lever än idag, bl.a. i kombination med dancehall där sångaren sjunger om kärlek medan en DJ kommenterar och betonar det hela. Många äldre artister finns kvar och nya har tillkommit. 
Inom lovers rock-genren har fler kvinnliga artister lyckats göra sig kända än i andra typer av reggae. Carroll Thompson, Louisa Marks och Janet Kay klättrade på de brittiska poplistorna i slutet av 1970-talet. J.C. Lodge, Sandra Cross, Sheila Hylton och Windsome gjorde sig ett namn på 1980-talet. Bland de manliga artisterna kan förutom lovers rock-ikonen Gregory Isaacs, som nu är inne på sitt fjärde decennium som reggaesångare, nämnas Maxi Priest och Freddie McGregor, samt UB 40, ett band från Birmingham som gjorde sig kända över hela världen med bl.a. serien av album som gick under namnen Labour Of Love. Precis när trummaskiner och andra digitala instrument slog igenom i musiken och den kommersiella ridån gick ner för roots reggae, skapade UB40 nyinspelningar av jamaicanska lovers-låtar från 1960- och 1970-talet. UB40:s enorma kommersiella framgångar fick även helsvarta brittiska roots-band som Aswad och Steel Pulse (som i slutet av 1970-talet var Storbritanniens mest militanta reggaeband) att satsa på denna mjukare form av reggae.
När det gäller reggae kan man inte klassificera artisterna som enbart tillhörande en genre. Även Bob Marley och Peter Tosh, som är de tyngsta namnen inom roots reggae – gjorde några lovers rock-låtar som blev mycket spelade i alla möjliga sammanhang världen över. Det är vanligt att reggae-artister återfinns inom flera reggaestilar. Gregory Isaacs spelade in roots reggae-låtar som Mr Cop (1976), lovers rock-låtar som Night Nurse (1982) och gjorde ragga- och dancehall-låtar på 1990-talet. Låten Nigh Nurse har blivit en av de mest kända lovers rock-låtarna genom att gruppen Simply Red fick en jättehit med sin cover av den 1998.